# جنا لگ
جنا اولیویا لگ (متولد ۲۳ ژوئیه ۱۹۹۷) یک فوتبالیست انگلیسی است که در مسابقات قهرمانی زنان اف. آ به عنوان هافبک برای چارلتون اتلتیک بازی می‌کند.

## حرفه باشگاهی
لگ از مرکز تعالی چلسی ظهور کرد تا به تیم اول فصل W WSL FA 2016 بپیوندد. در ژوئیه ۲۰۱۶ چلسی لگ و هم تیمی خود لورا رافرتی را به صورت قرضی به آکسفورد یونایتد فرستاد. لگ و رافرتی هر دو قبل از سری WSL بهار FA برای برایتون و هوو آلبیون قرارداد بستند.
در مارس ۲۰۱۹، لگ با رضایت متقابل برایتون را ترک کرد و توسط مربی تیم هوپ پاول مورد تمجید قرار گرفت: جنا باشگاه را ترک کرد زیرا در موفقیت اخیر ما سهم بزرگی داشته‌است و سهم وی فراموش نخواهد شد."
در ۲۲ اوت ۲۰۱۹، لگ با تیم قهرمانی زنان انگلیس چارلتون اتلتیک قرارداد امضا کرد.

## شغل بین‌المللی
لگ در تیم ملی فوتبال زیر ۱۹ سال زنان انگلیس در مسابقات قهرمانی زنان زیر ۱۹ سال یوفا در اسرائیل بازی کرد.